# شابة ماريا
شابة ماريا هي مغنية من الدار البيضاء، المغرب. اسمها الحقيقي هو ماريا زين.
هاجرت الشابة ماريا إلى تولوز بفرنسا في عام 1998.
اهتمت الشابة ماريا منذ سن صغير بالأغنية الشعبية المغربية، وتأثرت كثيرا بفن الراي وبفنانين مثل حسني، خالد، مامي.

## البومات
- في عام 1998، دويتو مع الشاب رشيد «أنت ولد بلادي».
- في عام 1999، «امالك الزين»
- في عام 2000 «زينك خاطر» (جمالك لا يقاوم)
- في عام 2001 «راني مغمرا» (أذهب في مغامرة)
- في عام 2003 «جننتيني»
- في عام 2008 «ولد بلادي»
- في عام 2008 «رسالة إلى أختي» مع كمال اونسيا
- في عام 2012 «أسود الأطلس»
- في عام 2013 «الأميرة سارة»
- في عام 2017 «خليتينا هيرا» استطاعت أن تخلق أسلوبًا منفصلاً، متأثراً برأسها (الجزائر) والموسيقى الشعبية المغربية والشرق أوسطية بشكل عام.

## وصلات خارجية
- شيبا ماريا على موقع ميوزك برينز (الإنجليزية)
- شيبا ماريا على موقع ديسكوغز (الإنجليزية)
- السيرة الذاتية

1. ↑  "Cheba Maria - الشابة مارية". www.hibamusic.com. مؤرشف من الأصل في 2017-06-18. اطلع عليه بتاريخ 2019-03-09.